# Budovy Generálního štábu a Ministerstva obrany
Budovy Generálního štábu a Ministerstva obrany (srbsky Зграде Генералштаба и Министарства одбране/Zgrade Generalštaba i Ministarstva odbrane) se nacházejí v srbské metropoli Bělehradu na křižovatce ulic Nemanjina a Kneza Miloša, nedaleko od Sávského náměstí a hlavního nádraží. 
Jedná se o dvě budovy podobného vzhledu, které představovaly v době vzniku symbolickou bránu do města. Projektovány byly jako jeden celek. Budova A (severozápadní) sloužila pro potřeby Generálního štábu Jugoslávské lidové armády a budova B byla sídlem Ministerstva vnitra SFRJ (Svazového sekretariátu lidové obrany[zdroj?]).
Budova je známá charakteristickým stupňováním směrem do Nemanjiny ulice, stejně tak i rudým obkladem v průčelí (kámen byl dovezen z dolu u Kosjeriće na západě Srbska) a mramorem v méně exponovaných částech obou objektů.

## Historie
Budovy vznikly na pozemku, kde se nacházela již dříve budova patřící jugoslávské armádě. Protože však byla během bojů o Bělehrad v roce 1944 těžce poškozena, byla stržena a prostor se uvolni. Stavby vznikly na základě návrhu architekta Nikoly Dobroviće. Vítězný návrh byl vybrán v dubnu 1954 a hned poté byly zahájeny stavební práce, které probíhaly až do roku 1963. První byl budován severní objekt pro Generální štáb. Výstavba se neustále zpožďovala, navíc došlo k názorovým střetům architekta Dobroviće a jugoslávského státu, který budovy financoval. Výsledná podoba objektů byla oproti původnímu návrhu změněna; do jihozápadního cípu jednoho z objektů byla přidána osmnáctipatrová věž.

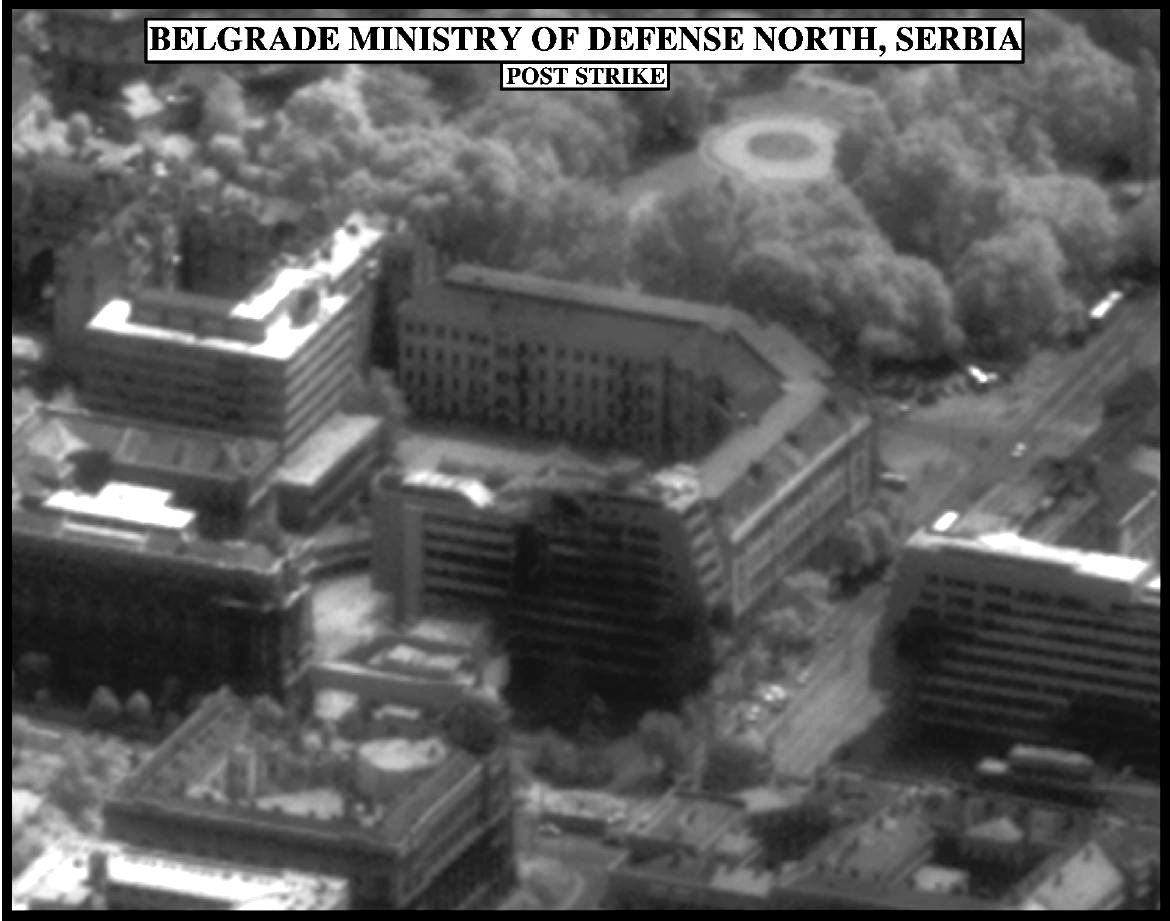
Pohled na obě budovy krátce po leteckém úderu.

Protože obě stavby patřily ve své době za unikátní ukázku modernistické architektury v Jugoslávii, byly zapsány v roce 2005 do seznamu kulturních památek.
Po roce 1999 byly známé především jako cíle bombardování NATO. Oba objekty byly na začátku bombardování evakuovány, neboť jugoslávská armáda předpokládala, že by mohly být zasaženy. Nicméně trvalo celý měsíc, než je NATO zvolilo za cíle útoku. Budovy byla zasažena třemi bombami; 29. dubna 1999 (dvakrát) a 7. května 1999 (jednou). Objekty byly při leteckém úderu poničeny do takové míry, že jejich značnou část nebylo možné znovu využívat. Zůstaly až do druhého desetiletí 21. století opuštěné, včetně poškození způsobeného bombami. Případné stržení objektů či jejich rekonstrukce je v Bělehradě předmětem dlouhé diskuze.
Budovy se staly symbolem bombardování města a pravidelně se zde konaly vzpomínkové akce připomínající letecké údery.
Vzhledem k lukrativnosti pozemku, na kterém se objekty nacházejí, byly části stavby strženy s myšlenkou jejich nahrazení moderními objekty. Vizualizaci projektu představil v roce 2024 Jared Kushner, což v Srbsku vyvolalo vlnu nevole a iniciovalo petici za záchranu stavby.